# Маловладимировський сільський округ
Маловлади́мировський сільський округ (каз. Маловладимиров ауылдық округі, рос. Маловладимировский сельский округ) — адміністративна одиниця у складі Бескарагайського району Абайської області Казахстану. Адміністративний центр — село Мала Владимировка.
Населення — 1188 осіб (2021; 1670 у 2009, 2166 у 1999, 2626 у 1989).
Станом на 1989 рік існувала Маловладимировська сільська рада (село Мала Владимировка), село Березовка перебувало спочатку у складі Баскольської сільської ради, а потім Великовладимирського сільського округу.

## Склад
До складу округу входять такі населені пункти:
| Населений пункт         | Старі назви | Населення, осіб (1989) | Населення, осіб (1999) | Населення, осіб (2009) | Населення, осіб (2021) |
| ----------------------- | ----------- | ---------------------- | ---------------------- | ---------------------- | ---------------------- |
| Бозтал, село            | Березовка   | 672                    | 449                    | 402                    | 278                    |
| Мала Владимировка, село | -           | 1954                   | 1717                   | 1268                   | 910                    |